# PelicanHPC
PelicanHPC, precedentemente noto come ParallelKnoppix, è un sistema operativo GNU/Linux su Live CD che permette di sviluppare un cluster stile Beowulf. Utilizza le librerie MPI. Open MPI, LAM-MPI e MPICH sono installate e pronte per l'uso.